# Ussat
Ne doit pas être confondu avec Ornolac-Ussat-les-Bains.
Ussat (en occitan Ussat) est une commune française située dans le département de l'Ariège, en région Occitanie. Sur le plan historique et culturel, la commune fait partie du pays du Sabarthès, structuré par la haute vallée de l'Ariège en amont du pays de Foix avec Tarascon-sur-Ariège comme ville principale.
Exposée à un climat océanique altéré, elle est drainée par l'Ariège et par un autre cours d'eau. La commune possède un patrimoine naturel remarquable : trois sites Natura 2000 (les « quiès calcaires de Tarascon-sur-Ariège et grotte de la Petite Caougno », les « quiès calcaires de Tarascon-sur-Ariège et grotte de la Petite Caougno » et « Garonne, Ariège, Hers, Salat, Pique et Neste ») et quatre zones naturelles d'intérêt écologique, faunistique et floristique.
Ussat est une commune rurale qui compte 308 habitants en 2022, après avoir connu une forte hausse de la population depuis 1975. Elle appartient à l'unité urbaine de Tarascon-sur-Ariège et fait partie de l'aire d'attraction de Foix. Ses habitants sont appelés les Ussatois ou Ussatoises.

## Géographie

### Localisation
La commune d'Ussat se trouve dans le département de l'Ariège, en région Occitanie.
Commune des Pyrénées située au sud-est de Tarascon-sur-Ariège dans la vallée de l'Ariège à 20 km au sud - sud-est de Foix. Elle fait partie de l'unité urbaine de Tarascon-sur-Ariège.
Elle se situe à 15 km à vol d'oiseau de Foix, préfecture du département, et à 22 km d'Ax-les-Thermes, bureau centralisateur du canton de Haute-Ariège dont dépend la commune depuis 2015 pour les élections départementales.
La commune fait en outre partie du bassin de vie de Tarascon-sur-Ariège.
Les communes les plus proches sont : 
Ornolac-Ussat-les-Bains (1,6 km), Tarascon-sur-Ariège (2,2 km), Quié (2,7 km), Niaux (3,1 km), Alliat (3,2 km), Arnave (3,3 km), Larnat (3,6 km), Bompas (3,8 km).
Sur le plan historique et culturel, Ussat fait partie du pays du Sabarthès, structuré par la haute vallée de l'Ariège en amont du pays de Foix avec Tarascon-sur-Ariège comme ville principale.

### Communes limitrophes
Ussat est limitrophe de quatre autres communes.
Les communes limitrophes sont Arnave, Niaux, Ornolac-Ussat-les-Bains et Tarascon-sur-Ariège.
| Tarascon-sur-Ariège |       | Arnave                  |
|                     | Ussat |                         |
| Niaux               |       | Ornolac-Ussat-les-Bains |

### Géologie et relief
La commune est située dans les Pyrénées, une chaîne montagneuse jeune, érigée durant l'ère tertiaire (il y a 40 millions d'années environ), en même temps que les Alpes. Les terrains affleurants sur le territoire communal sont constitués de roches sédimentaires datant du Mésozoïque, anciennement appelé Ère secondaire, qui s'étend de −252,2 à −66,0 Ma. La structure détaillée des couches affleurantes est décrite dans les feuilles « n°1075 - Foix » et « n°1087 - Vicdessos » de la carte géologique harmonisée au 1/50 000ème du département de l'Ariège, et leurs notices associées,.
La superficie cadastrale de la commune publiée par l’Insee, qui sert de références dans toutes les statistiques, est de 4,40 km2,. La superficie géographique, issue de la BD Topo, composante du Référentiel à grande échelle produit par l'IGN, est quant à elle de 4,36 km2. Son relief est particulièrement escarpé puisque la dénivelée maximale atteint 720 mètres. L'altitude du territoire varie entre 467 m et 1 187 m.

### Hydrographie

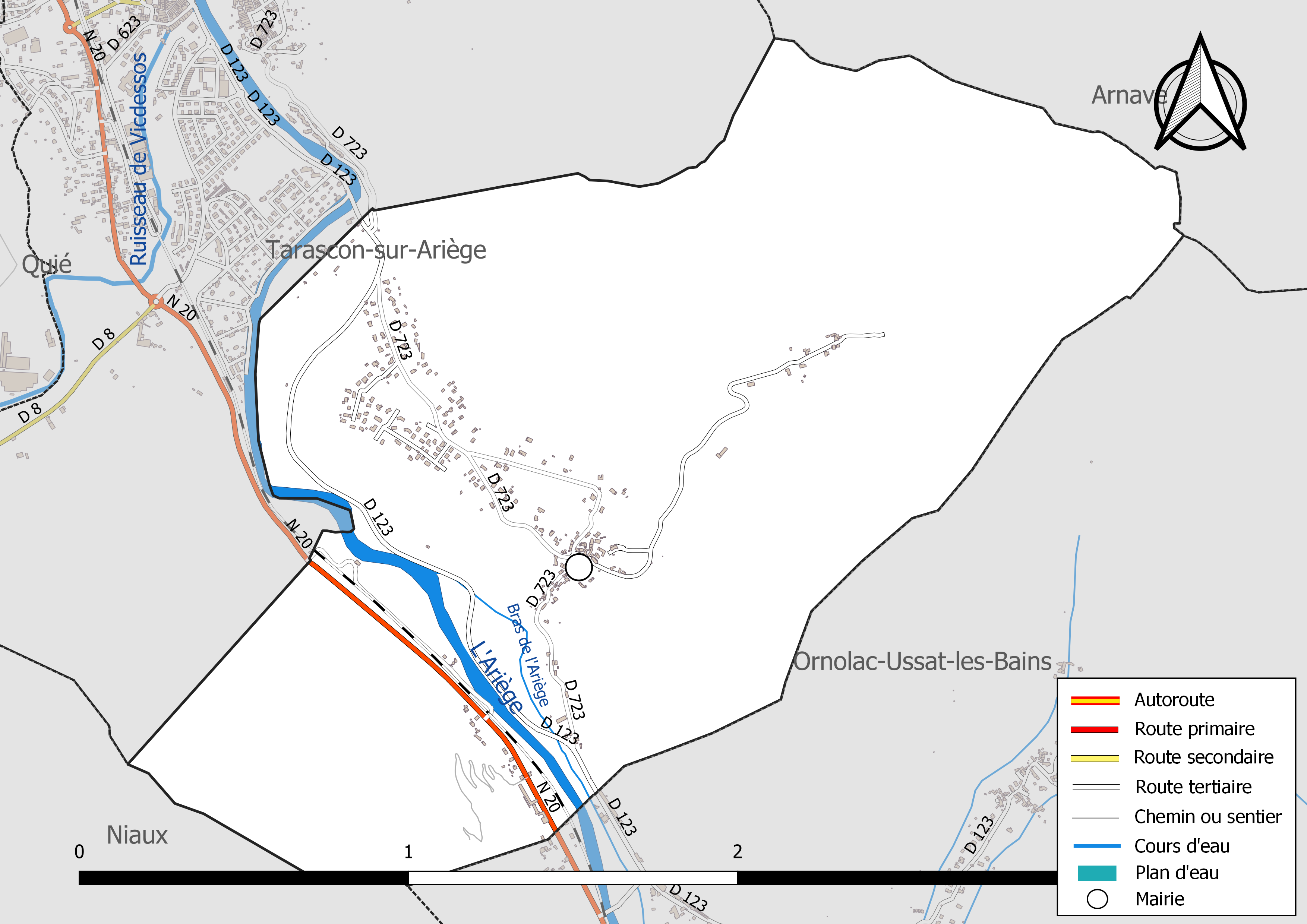
Réseaux hydrographique et routier d'Ussat.

La commune est dans le bassin versant de la Garonne, au sein du bassin hydrographique Adour-Garonne. Elle est drainée par l'Ariège, un bras de l'Ariège, constituant un réseau hydrographique de 2 km de longueur totale,.
L'Ariège, d'une longueur totale de 162,91 km, prend sa source dans la commune de Porta et s'écoule du sud vers le nord. Elle traverse la commune et se jette dans la Garonne à Portet-sur-Garonne, après avoir traversé 56 communes.

### Climat
Pour des articles plus généraux, voir Climat de l'Occitanie et Climat de l'Ariège.
En 2010, le climat de la commune est de type climat océanique altéré, selon une étude s'appuyant sur une série de données couvrant la période 1971-2000. En 2020, Météo-France publie une typologie des climats de la France métropolitaine dans laquelle la commune est exposée à un climat de montagne et est dans la région climatique Pyrénées centrales, caractérisée par une pluviométrie annuelle de 1 000 à 1 200 mm.
Pour la période 1971-2000, la température annuelle moyenne est de 11,1 °C, avec une amplitude thermique annuelle de 14,4 °C. Le cumul annuel moyen de précipitations est de 1 251 mm, avec 10,4 jours de précipitations en janvier et 7,9 jours en juillet. Pour la période 1991-2020, la température moyenne annuelle observée sur la station météorologique la plus proche, située sur la commune d'Aston à 8 km à vol d'oiseau, est de 5,9 °C et le cumul annuel moyen de précipitations est de 1 103,9 mm,. Pour l'avenir, les paramètres climatiques de la commune estimés pour 2050 selon différents scénarios d'émission de gaz à effet de serre sont consultables sur un site dédié publié par Météo-France en novembre 2022.

### Milieux naturels et biodiversité

#### Réseau Natura 2000

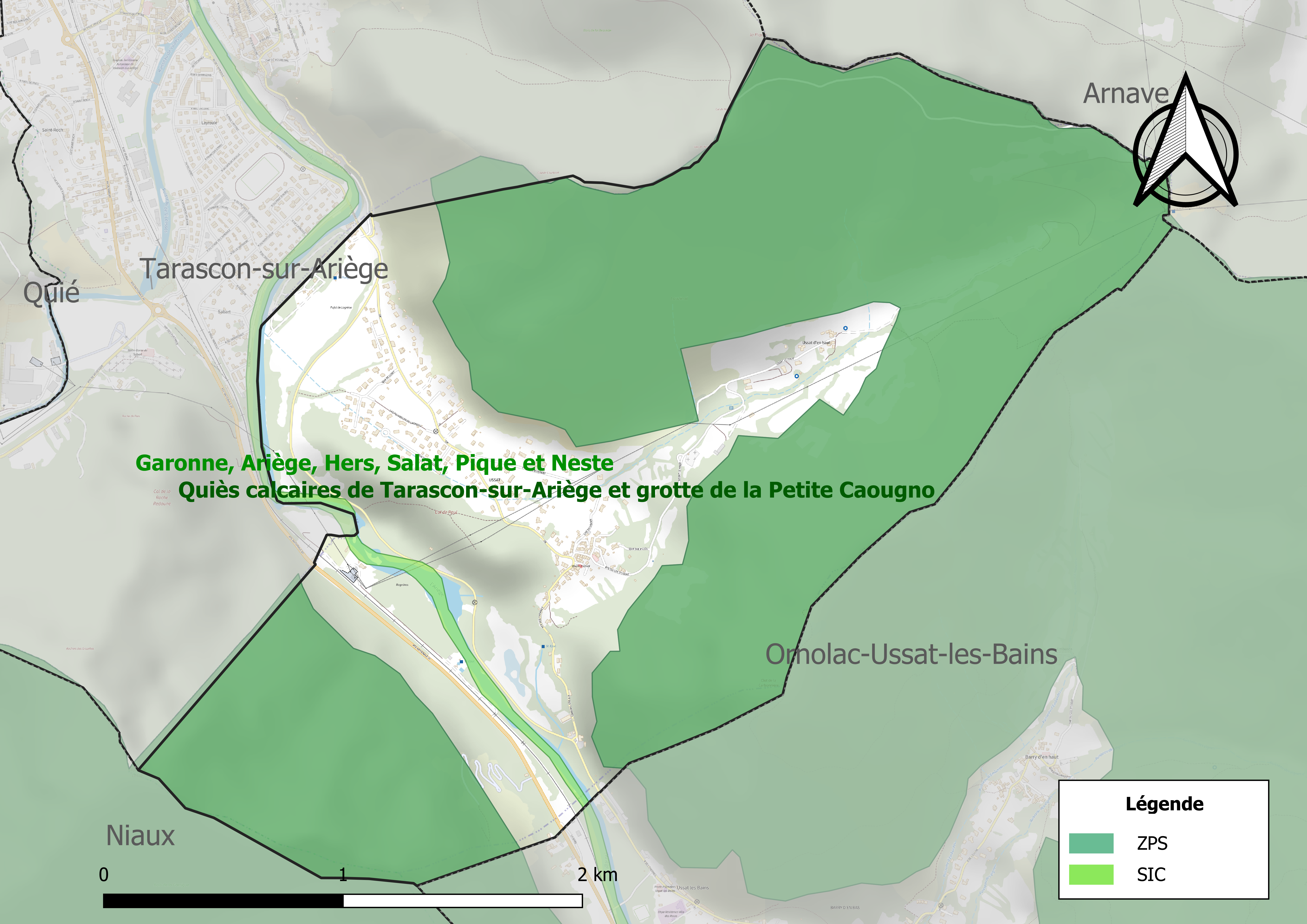
Sites Natura 2000 sur le territoire communal.

Le réseau Natura 2000 est un réseau écologique européen de sites naturels d'intérêt écologique élaboré à partir des directives habitats et oiseaux, constitué de zones spéciales de conservation (ZSC) et de zones de protection spéciale (ZPS).
Deux sites Natura 2000 ont été définis sur la commune au titre de la directive habitats :
- les « quiès calcaires de Tarascon-sur-Ariège et grotte de la Petite Caougno », d'une superficie de 2 478 ha, un espace constitué des massifs calcaires de la vallée de l'Ariège avec station "intra pyrénéenne" de nombreuses espèces méditerranéennes[26] ;
- « Garonne, Ariège, Hers, Salat, Pique et Neste », d'une superficie de 9 581 ha, un réseau hydrographique pour les poissons migrateurs, avec des zones de frayères actives et potentielles importantes pour le Saumon en particulier qui fait l'objet d'alevinages réguliers et dont des adultes atteignent déjà Foix sur l'Ariège[27] ;

et un au titre de la directive oiseaux : 
- les « quiès calcaires de Tarascon-sur-Ariège et grotte de la Petite Caougno », d'une superficie de 2 479 ha, des milieux rupestres exceptionnels. Sont présents deux couples de vautours percnoptères, l'aigle royal (plusieurs couples), des sites de nidifications pour le faucon pèlerin et le hibou grand-duc[28].

#### Zones naturelles d'intérêt écologique, faunistique et floristique
L’inventaire des zones naturelles d'intérêt écologique, faunistique et floristique (ZNIEFF) a pour objectif de réaliser une couverture des zones les plus intéressantes sur le plan écologique, essentiellement dans la perspective d’améliorer la connaissance du patrimoine naturel national et de fournir aux différents décideurs un outil d’aide à la prise en compte de l’environnement dans l’aménagement du territoire.
Deux ZNIEFF de type 1 sont recensées sur la commune :
le « cours de l'Ariège » (1 341 ha), couvrant 112 communes dont 86 dans l'Ariège et 26 dans la Haute-Garonne, et 
les « parois calcaires et quiès du bassin de Tarascon » (8 161 ha), couvrant 58 communes du département
et deux ZNIEFF de type 2, : 
- « L'Ariège et ripisylves » (1 975 ha), couvrant 56 communes dont 43 dans l'Ariège et 13 dans la Haute-Garonne[32] ;
- les « parois calcaires et quiès de la haute vallée de l'Ariège » (9 891 ha), couvrant 40 communes du département[33].

Carte des ZNIEFF de type 1 et 2 à Ussat.
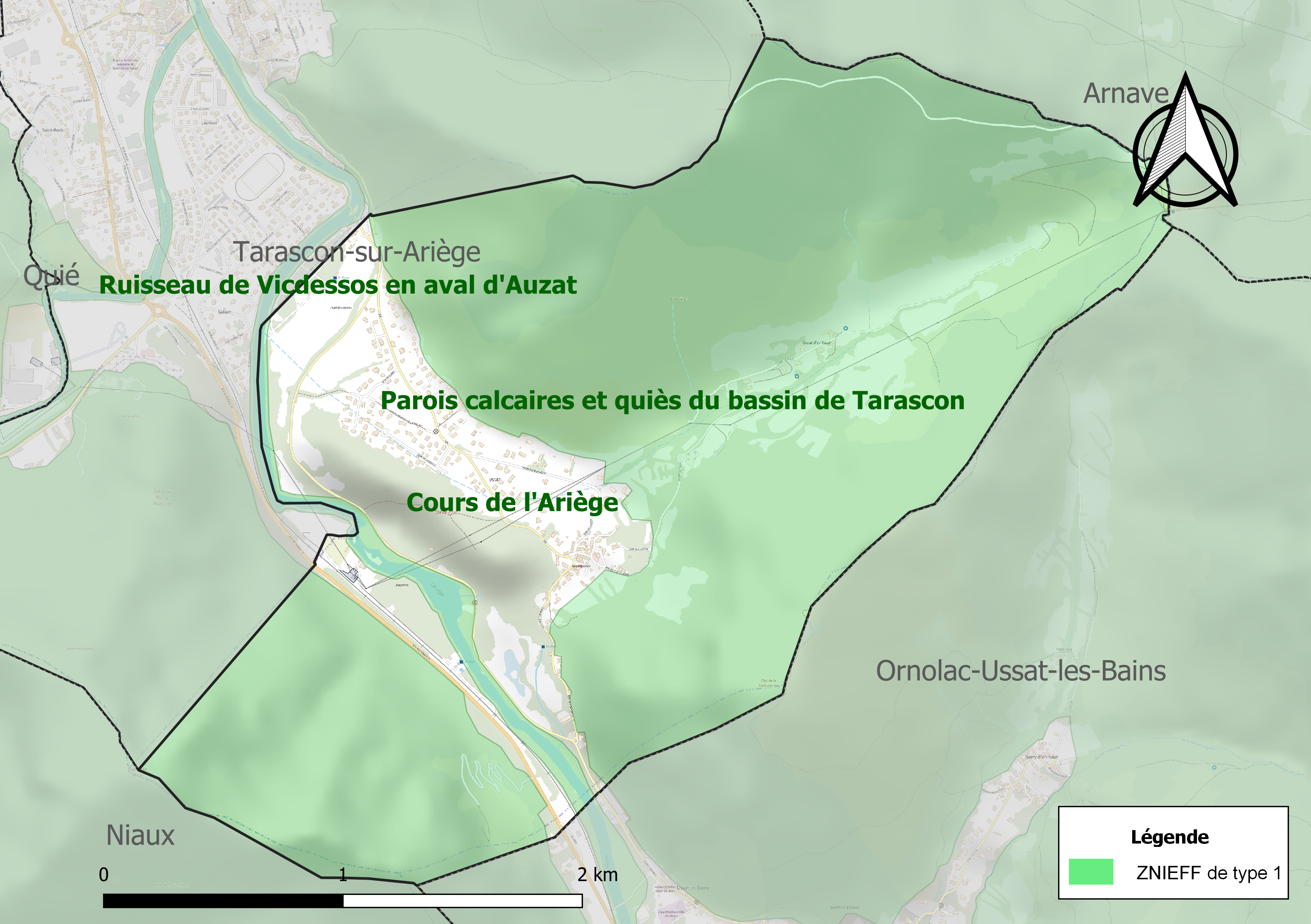
Carte des ZNIEFF de type 1 sur la commune.
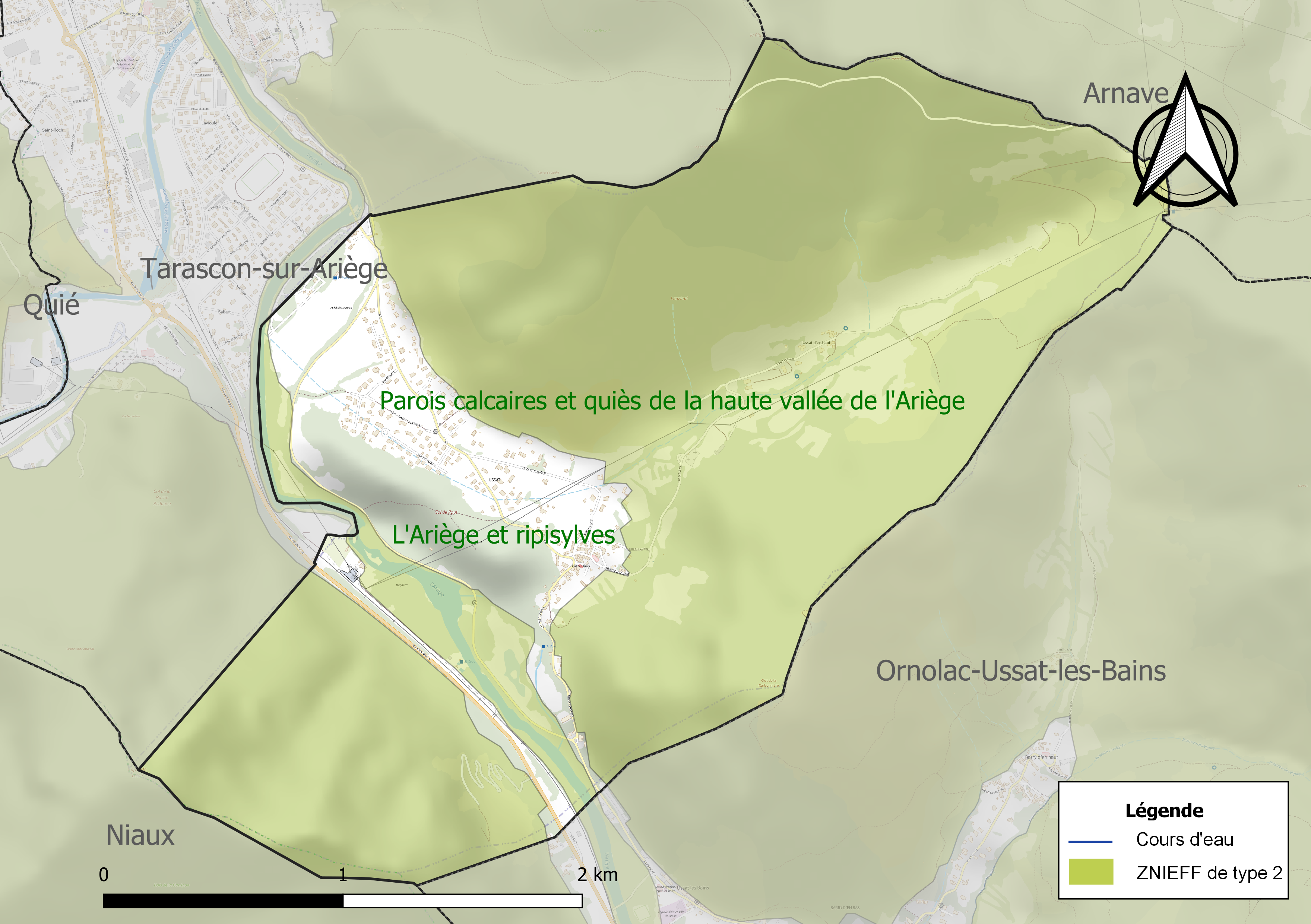
Carte des ZNIEFF de type 2 sur la commune.

## Urbanisme

### Typologie
Au 1er janvier 2024, Ussat est catégorisée commune rurale à habitat dispersé, selon la nouvelle grille communale de densité à 7 niveaux définie par l'Insee en 2022.
Elle appartient à l'unité urbaine de Tarascon-sur-Ariège, une agglomération intra-départementale dont elle est une commune de la banlieue,. Par ailleurs la commune fait partie de l'aire d'attraction de Foix, dont elle est une commune de la couronne,. Cette aire, qui regroupe 38 communes, est catégorisée dans les aires de moins de 50 000 habitants,.

### Occupation des sols

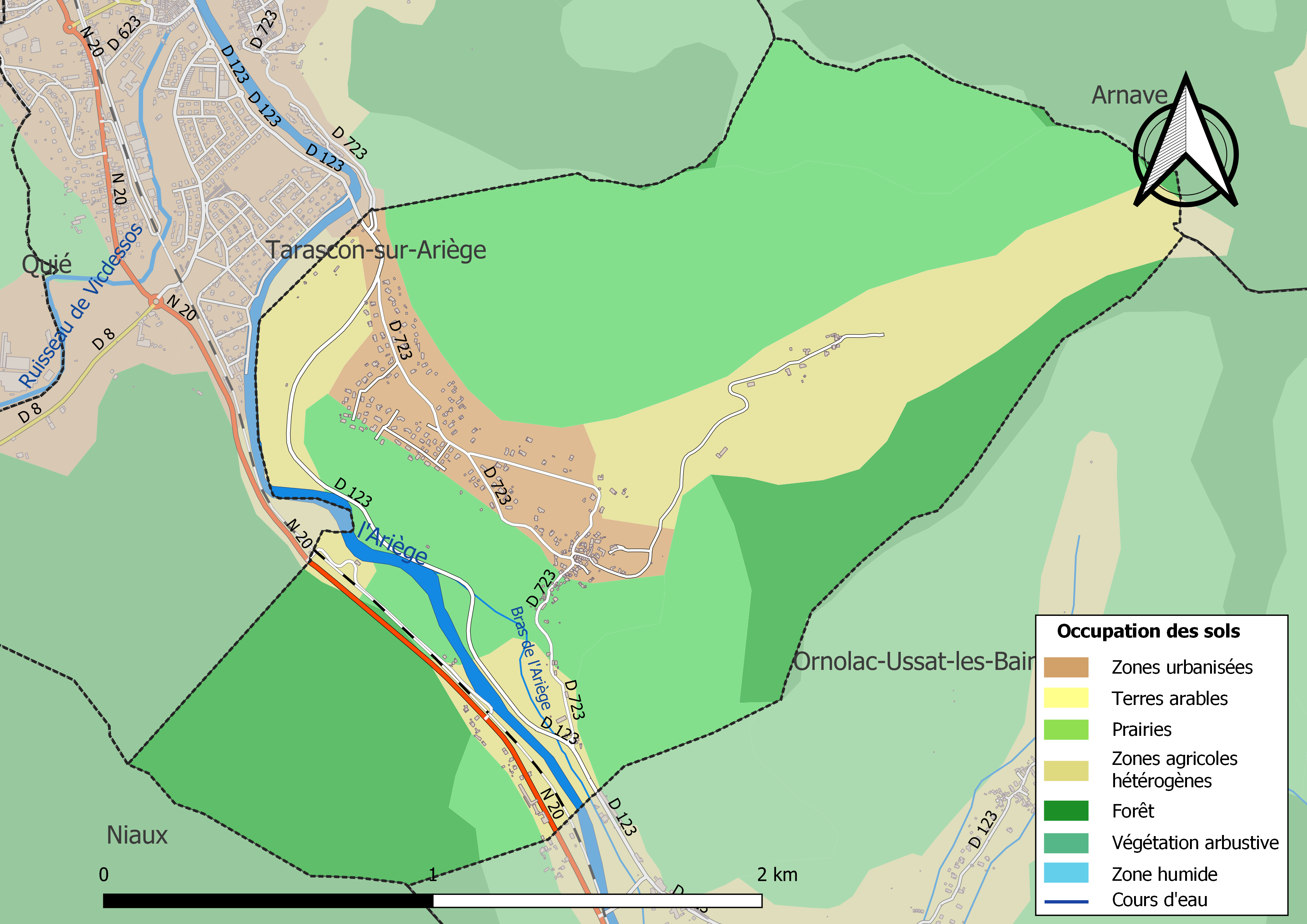
Carte des infrastructures et de l'occupation des sols de la commune en 2018 (CLC).

L'occupation des sols de la commune, telle qu'elle ressort de la base de données européenne d’occupation biophysique des sols Corine Land Cover (CLC), est marquée par l'importance des forêts et milieux semi-naturels (70 % en 2018), une proportion identique à celle de 1990 (70 %). La répartition détaillée en 2018 est la suivante : 
milieux à végétation arbustive et/ou herbacée (47,5 %), forêts (22,5 %), zones agricoles hétérogènes (22 %), zones urbanisées (8 %). L'évolution de l’occupation des sols de la commune et de ses infrastructures peut être observée sur les différentes représentations cartographiques du territoire : la carte de Cassini (XVIIIe siècle), la carte d'état-major (1820-1866) et les cartes ou photos aériennes de l'IGN pour la période actuelle (1950 à aujourd'hui).

### Habitat et logement
En 2018, le nombre total de logements dans la commune était de 230, alors qu'il était de 226 en 2013 et de 268 en 2008.
Parmi ces logements, 67,7 % étaient des résidences principales, 31,8 % des résidences secondaires et 0,4 % des logements vacants. Ces logements étaient pour 80,2 % d'entre eux des maisons individuelles et pour 18,9 % des appartements.
Le tableau ci-dessous présente la typologie des logements à Ussat en 2018 en comparaison avec celle de l'Ariège et de la France entière. Une caractéristique marquante du parc de logements est ainsi une proportion de résidences secondaires et logements occasionnels (31,8 %) supérieure à celle du département (24,6 %) et à celle de la France entière (9,7 %). Concernant le statut d'occupation de ces logements, 82,4 % des habitants de la commune sont propriétaires de leur logement (83 % en 2013), contre 66,3 % pour l'Ariège et 57,5 % pour la France entière.
| Typologie                                               | Ussat | Ariège | France entière |
| ------------------------------------------------------- | ----- | ------ | -------------- |
| Résidences principales (en %)                           | 67,7  | 65,7   | 82,1           |
| Résidences secondaires et logements occasionnels (en %) | 31,8  | 24,6   | 9,7            |
| Logements vacants (en %)                                | 0,4   | 9,7    | 8,2            |

### Voies de communication et transports
Accès avec la route nationale 20 et par le train en gare de Tarascon-sur-Ariège sur la ligne de Portet-Saint-Simon à Puigcerda (frontière).

### Risques majeurs
Le territoire de la commune d'Ussat est vulnérable à différents aléas naturels : inondations, climatiques (grand froid ou canicule), feux de forêts, mouvements de terrains et séisme (sismicité modérée). Il est également exposé à deux risques technologiques, le transport de matières dangereuses et la rupture d'un barrage,.

#### Risques naturels

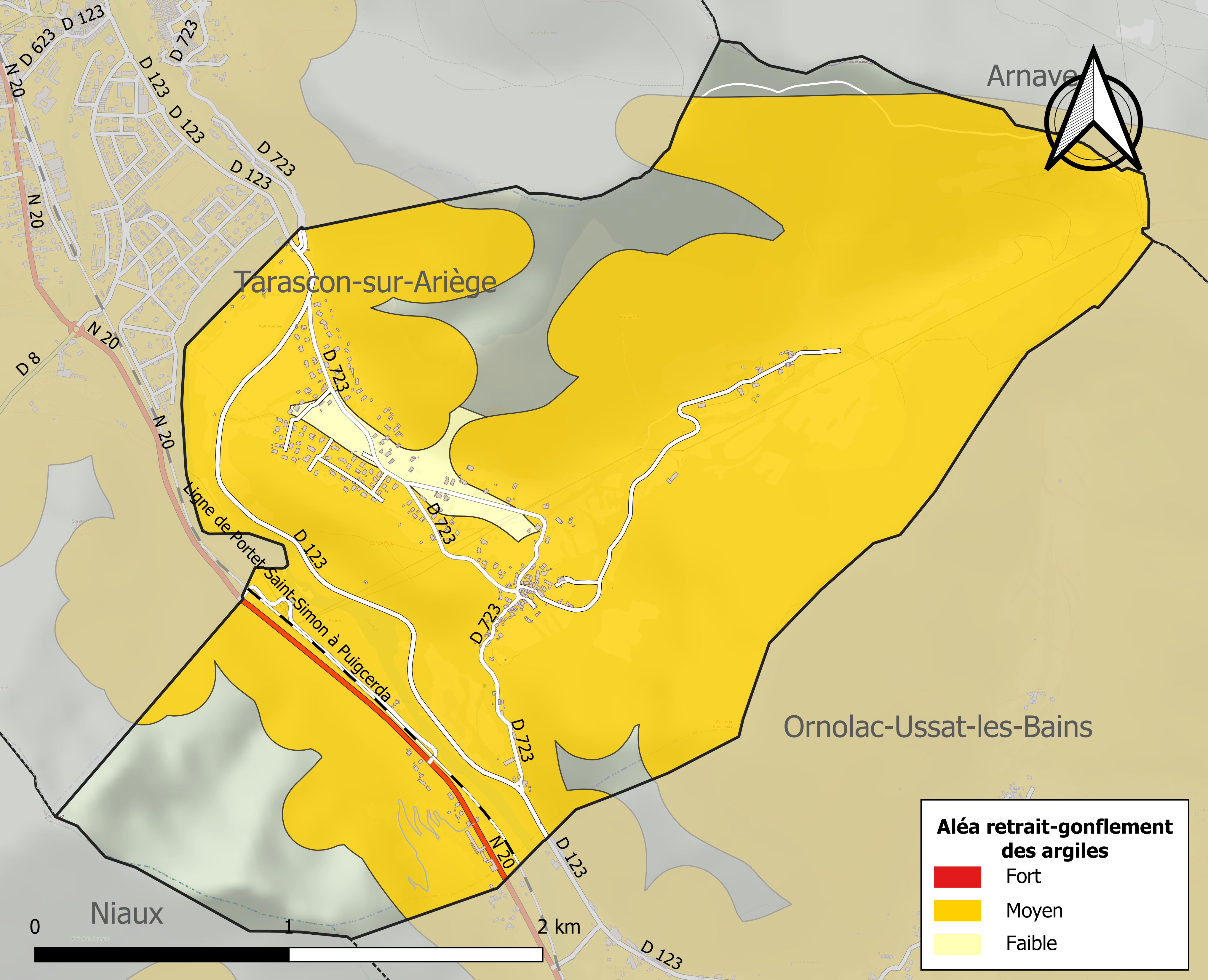
Zonage de l'aléa retrait-gonflement des argiles sur la commune d'Ussat.

Certaines parties du territoire communal sont susceptibles d’être affectées par le risque d’inondation par débordement, crue torrentielle d'un cours d'eau, l'Ariège, ou ruissellement d'un versant. L’épisode de crue le plus marquant dans le département reste sans doute celui de 1875. Parmi les inondations marquantes plus récentes concernant le cours d'eau de l'Ariège figurent la crue torrentielle de 1982 et les inondations de plaine de 1996 et de 2005 de la Basse vallée de l'Ariège.
Les mouvements de terrains susceptibles de se produire sur la commune sont soit des chutes de blocs, soit des glissements de terrains, soit des effondrements liés à des cavités souterraines, soit des mouvements liés au retrait-gonflement des argiles. Près de 50 % de la superficie du département est concernée par l'aléa retrait-gonflement des argiles, dont la commune d'Ussat. L'inventaire national des cavités souterraines permet par ailleurs de localiser celles situées sur la commune.
Près de 50 % de la superficie du département est concernée par l'aléa retrait-gonflement des argiles, dont la commune d'Ussat. L'inventaire national des cavités souterraines permet par ailleurs de localiser celles situées sur la commune.
Ces risques naturels sont pris en compte dans l'aménagement du territoire de la commune par le biais d'un plan de prévention des risques (PPR) inondation et mouvement de terrain approuvé le 14 septembre 1999.

#### Risques technologiques
Le risque de transport de matières dangereuses par une infrastructure routière ou ferroviaire ou par une canalisation de transport de gaz concerne la commune. Un accident se produisant sur une telle infrastructure est en effet susceptible d’avoir des effets graves au bâti ou aux personnes jusqu’à 350 m, selon la nature du matériau transporté. Des dispositions d’urbanisme peuvent être préconisées en conséquence.
Dans le département de l’Ariège on dénombre cinq grands barrages susceptibles d’occasionner des dégâts en cas de rupture. La commune fait partie des 80 communes susceptibles d’être touchées par l’onde de submersion consécutive à la rupture d’un de ces barrages. Elle est en effet dans la zone de proximité immédiate d'un barrage classé PPI.

## Politique et administration

### Découpage territorial
La commune d'Ussat est membre de la communauté de communes du Pays de Tarascon, un établissement public de coopération intercommunale (EPCI) à fiscalité propre créé le 21 juillet 1994 dont le siège est à Tarascon-sur-Ariège. Ce dernier est par ailleurs membre d'autres groupements intercommunaux.
Sur le plan administratif, elle est rattachée à l'arrondissement de Foix, au département de l'Ariège, en tant que circonscription administrative de l'État, et à la région Occitanie.
Sur le plan électoral, elle dépend du canton de Haute-Ariège pour l'élection des conseillers départementaux, depuis le redécoupage cantonal de 2014 entré en vigueur en 2015, et de la première circonscription de l'Ariège  pour les élections législatives, depuis le redécoupage électoral de 1986.

### Administration municipale
Le nombre d'habitants au recensement de 2017 étant compris entre 100 et 499, le nombre de membres du conseil municipal pour l'élection de 2020 est de onze,.

### Liste des maires
| Période                                  | Période  | Identité        | Étiquette | Qualité                    |
| ---------------------------------------- | -------- | --------------- | --------- | -------------------------- |
| avant 1988                               | ?        | Pierre Carbonne | PS        |                            |
| mars 2001                                | 2014     | Jacques Mioni   | UMP       |                            |
| mars 2014                                | En cours | Bernard Dunglas | SE        | Retraité Fonction publique |
| Les données manquantes sont à compléter. |          |                 |           |                            |

## Population et société

### Démographie
| 1800 | 1806 | 1821 | 1831 | 1836 | 1841 | 1846 | 1851 | 1856 |
| ---- | ---- | ---- | ---- | ---- | ---- | ---- | ---- | ---- |
| 151  | 163  | 185  | 216  | 202  | 205  | 222  | 227  | 200  |

| 1861 | 1866 | 1872 | 1876 | 1881 | 1886 | 1891 | 1896 | 1901 |
| ---- | ---- | ---- | ---- | ---- | ---- | ---- | ---- | ---- |
| 203  | 184  | 199  | 222  | 195  | 221  | 187  | 165  | 146  |

| 1906 | 1911 | 1921 | 1926 | 1931 | 1936 | 1946 | 1954 | 1962 |
| ---- | ---- | ---- | ---- | ---- | ---- | ---- | ---- | ---- |
| 153  | 146  | 122  | 113  | 138  | 131  | 163  | 170  | 175  |

| 1968 | 1975 | 1982 | 1990 | 1999 | 2006 | 2007 | 2012 | 2017 |
| ---- | ---- | ---- | ---- | ---- | ---- | ---- | ---- | ---- |
| 231  | 268  | 281  | 317  | 372  | 327  | 324  | 345  | 322  |

| 2022 | - | - | - | - | - | - | - | - |
| ---- | - | - | - | - | - | - | - | - |
| 308  | - | - | - | - | - | - | - | - |

| selon la population municipale des années : | 1968 | 1975 | 1982 | 1990 | 1999 | 2006 | 2009 | 2013 |
| Rang de la commune dans le département      | 145  | 88   | 88   | 88   | 73   | 96   | 100  | 90   |
| Nombre de communes du département           | 340  | 328  | 330  | 332  | 332  | 332  | 332  | 332  |

### Enseignement
Ussat fait partie de l'académie de Toulouse.

### Activités sportives
Cyclisme, pêche, chasse, randonnée pédestre...

## Économie

### Revenus
En 2018, la commune compte 146 ménages fiscaux, regroupant 309 personnes. La médiane du revenu disponible par unité de consommation est de 20 890 € (19 820 € dans le département).

### Emploi
| Division       | 2008  | 2013   | 2018   |
| -------------- | ----- | ------ | ------ |
| Commune        | 8,8 % | 6,6 %  | 5,6 %  |
| Département    | 8,9 % | 11,1 % | 11,2 % |
| France entière | 8,3 % | 10 %   | 10 %   |

En 2018, la population âgée de 15 à 64 ans s'élève à 157 personnes, parmi lesquelles on compte 74,1 % d'actifs (68,5 % ayant un emploi et 5,6 % de chômeurs) et 25,9 % d'inactifs,. En  2018, le taux de chômage communal (au sens du recensement) des 15-64 ans est inférieur à celui de la France et du département, alors qu'en 2008 il était supérieur à celui de la France.
La commune fait partie de la couronne de l'aire d'attraction de Foix, du fait qu'au moins 15 % des actifs travaillent dans le pôle,. Elle compte 21 emplois en 2018, contre 28 en 2013 et 48 en 2008. Le nombre d'actifs ayant un emploi résidant dans la commune est de 110, soit un indicateur de concentration d'emploi de 19,3 % et un taux d'activité parmi les 15 ans ou plus de 44,4 %.
Sur ces 110 actifs de 15 ans ou plus ayant un emploi, 9 travaillent dans la commune, soit 8 % des habitants. Pour se rendre au travail, 87,2 % des habitants utilisent un véhicule personnel ou de fonction à quatre roues, 2,7 % les transports en commun, 7,4 % s'y rendent en deux-roues, à vélo ou à pied et 2,7 % n'ont pas besoin de transport (travail au domicile).

### Activités hors agriculture
15 établissements sont implantés  à Ussat au 31 décembre 2019.
Le secteur du commerce de gros et de détail, des transports, de l'hébergement et de la restauration est prépondérant sur la commune puisqu'il représente 33,3 % du nombre total d'établissements de la commune (5 sur les 15 entreprises implantées  à Ussat), contre 27,5 % au niveau départemental.

### Agriculture
|                                   | 1988 | 2000 | 2010 |
| --------------------------------- | ---- | ---- | ---- |
| Exploitations                     | 7    | 4    | 3    |
| Superficie agricole utilisée (ha) | 67   | 175  | 80   |

La commune fait partie de la petite région agricole dénommée « Région pyrénéenne ». En 2010, l'orientation technico-économique de l'agriculture  sur la commune est l'élevage d'ovins et de caprins. Trois exploitations agricoles ayant leur siège dans la commune sont dénombrées lors du recensement agricole de 2010 (sept en 1988). La superficie agricole utilisée est de 80 ha.

## Culture locale et patrimoine

### Lieux et bâtiments
- Eau minérale, réputée efficace contre la paralysie.
- Grottes à stalactites, nombreuses cavernes où se réfugiaient les Albigeois persécutés.
- Église Saint-Jean-Baptiste.

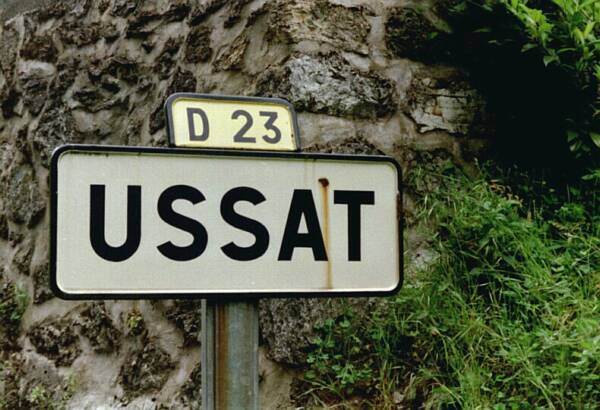
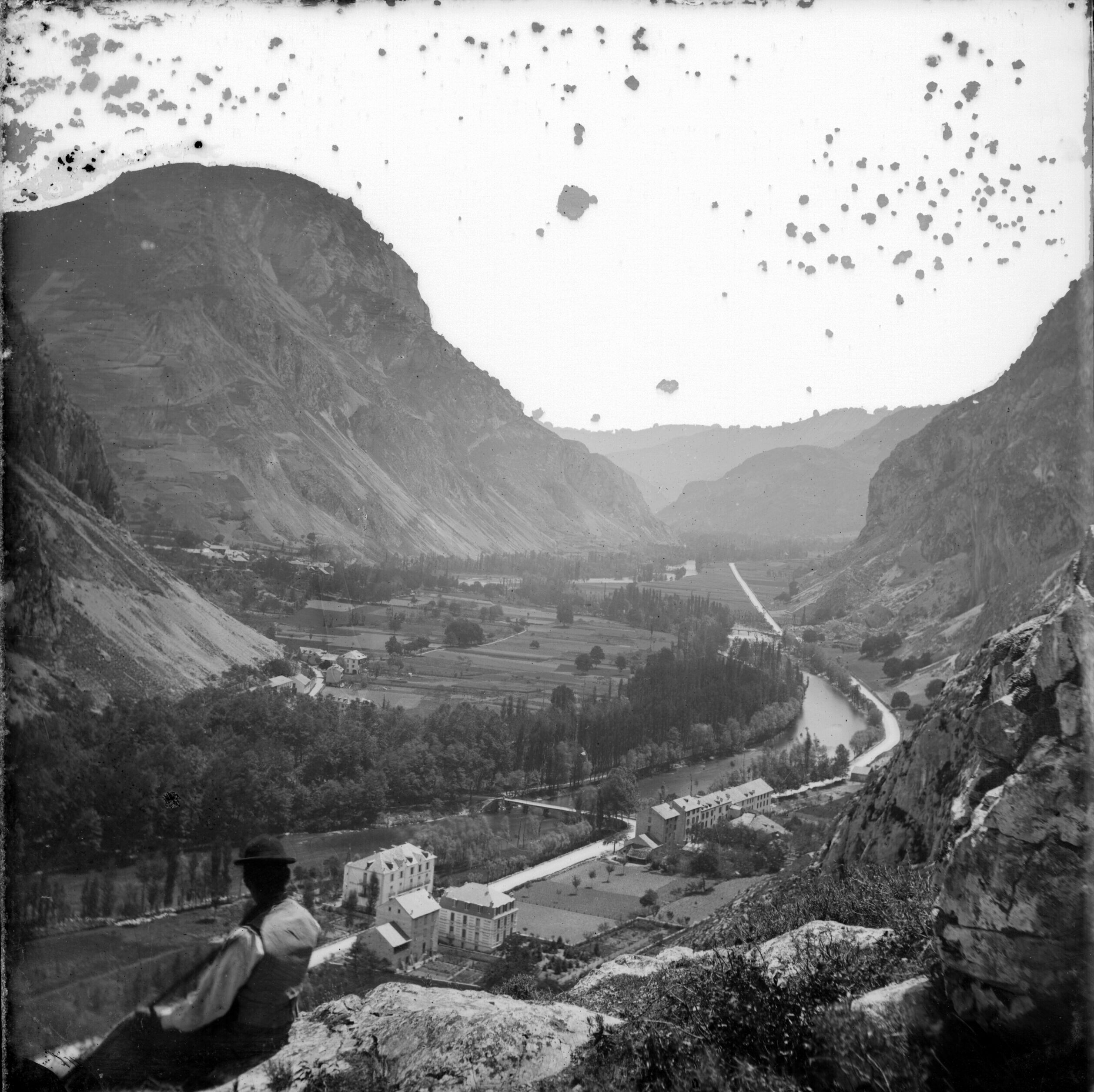
Fonds Eugène Trutat - Photographie ancienne.
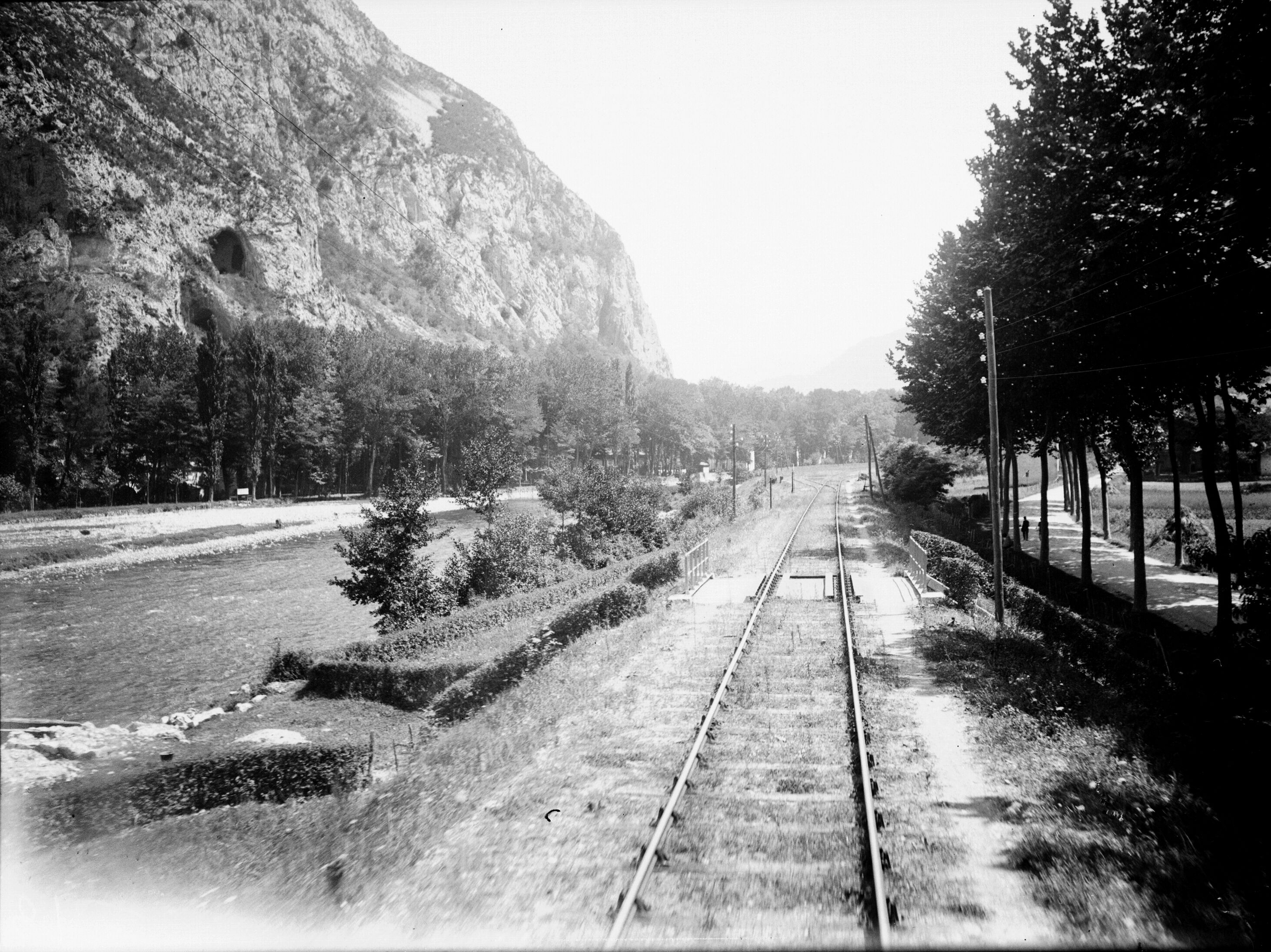
En marche vers Ussat, Ax-les-Thermes, 5 août 1906.

### Personnalités liées à la commune

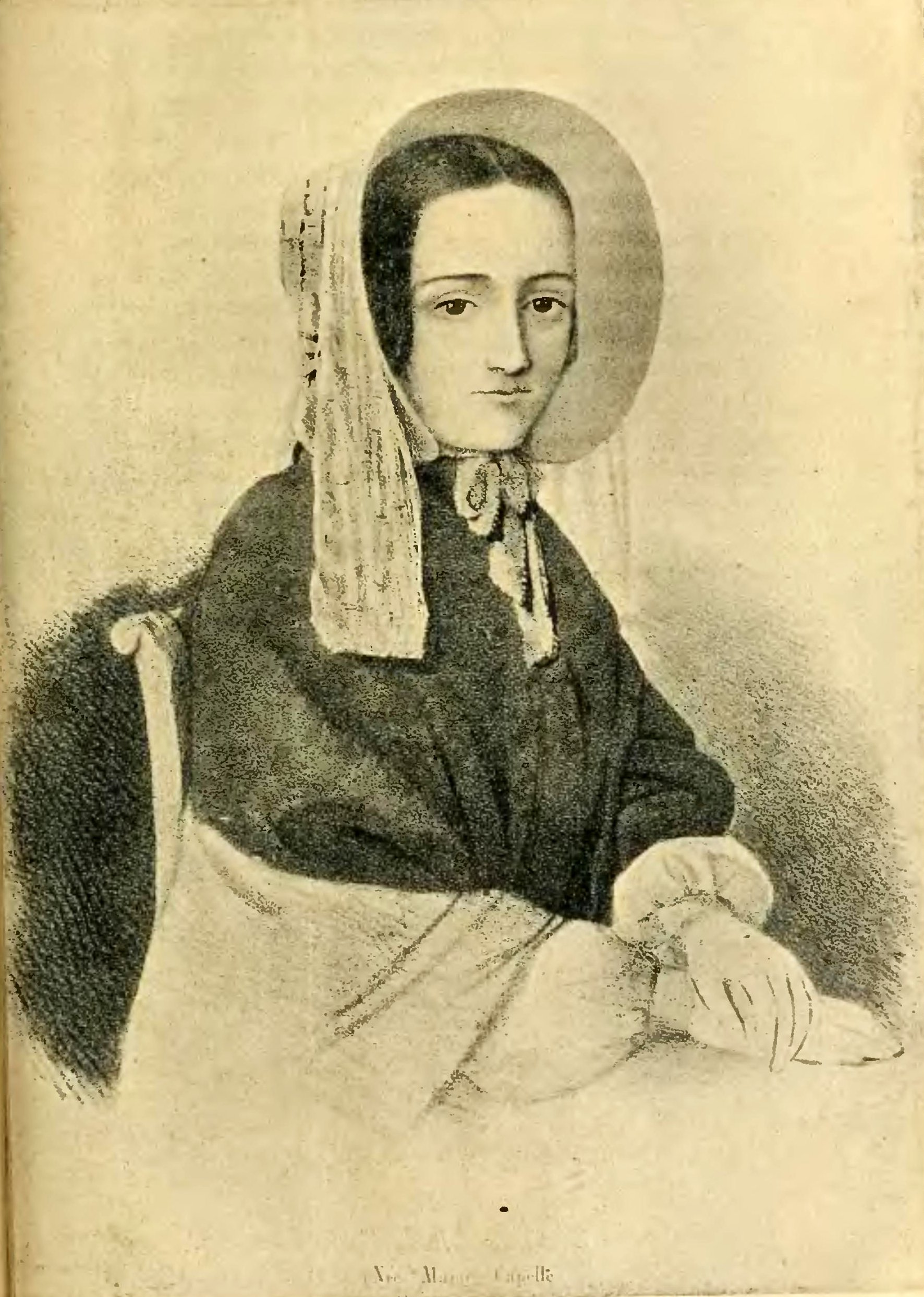
Portrait de l'empoisonneuse Marie Lafarge, décédée à Ussat en 1852.

- Marie Lafarge (1816-1852), empoisonneuse française, décédée à Ussat.
- Pierre Izac (1838-?), architecte de l'établissement thermal.
- Albert Tournier (1855-1909), journaliste, homme de lettres et homme politique.

## Pour approfondir